# Raw Treasures Vol.1
A szócikk címe technikai okok miatt pontatlan. A helyes cím: Raw Treasures Vol#1.
A Raw Treasures Vol#1 a Sweetbox-projekt egyik albuma, melyet Jade Villalon énekesnővel vettek fel. Az albumon több már megjelent dal demóváltozata, valamint eddig kiadatlan dalok szerepelnek, köztük olyanok is, melyeket Jade még a Gemstone nevű együttessel vett fel. Minden dal szerzője Geoman és Jade Villalon, de némelyikben klasszikus zenei részleteket is felhasználnak. Az album végére ízelítőként felkerült két dal a soron következő albumról, az Addictedről.

## Számlista
(Dőlt betűvel a köztes átvezető szövegek.)
| #   | Cím                                     | Megjegyzés                                             | Hossz |
| --- | --------------------------------------- | ------------------------------------------------------ | ----- |
| 1.  | Introduction Part I (Classified)        |                                                        | 1:02  |
| 2.  | For the Lonely                          | demó, befejezetlen                                     | 2:25  |
| 3.  | Heartbreaker                            | a Classified albumról maradt ki                        | 3:16  |
| 4.  | Introduction Part II (Jade)             |                                                        | 0:37  |
| 5.  | In the Corner                           | a Jade albumról maradt ki; Hamaszaki Ajumi feldolgozta | 3:08  |
| 6.  | Utopia                                  | demó                                                   | 3:14  |
| 7.  | Falling                                 | demó                                                   | 3:04  |
| 8.  | Easy Come, Easy Go                      | demó                                                   | 2:53  |
| 9.  | Introduction Part III (Adagio)          |                                                        | 0:43  |
| 10. | Life Is Cool                            | demó                                                   | 2:51  |
| 11. | Hate without Frontiers                  | demó                                                   | 3:30  |
| 12. | Liberty / Adriana                       | demó, eltérő szöveggel                                 | 3:36  |
| 13. | Tour de France                          | az Adagio albumról maradt ki                           | 2:55  |
| 14. | Introduction Part IV (After the Lights) |                                                        | 0:52  |
| 15. | Killing Me DJ                           | szólóváltozat, demó                                    | 3:50  |
| 16. | After the Lights                        | demó                                                   | 3:14  |
| 17. | Introduction Part V (Jade’s Past)       |                                                        | 0:55  |
| 18. | So Damned (Out-take)                    |                                                        | 1:22  |
| 19. | So Damned                               |                                                        | 3:33  |
| 20. | Fly Away                                |                                                        | 3:23  |
| 21. | Girls Talk (Out-take)                   |                                                        | 0:54  |
| 22. | Crazy                                   | a Classifieden szereplő dal korábbi változata          | 3:26  |
| 23. | Scream                                  |                                                        | 3:38  |
| 24. | Introduction Part VI (new album 2006)   |                                                        | 0:27  |
| 25. | Break Down                              | ízelítő az Addicted albumból                           | 3:05  |
| 26. | Addicted                                | ízelítő az Addicted albumból                           | 2:49  |